# Georgengrün (Rodewisch)
Georgengrün ist eine Ortslage Rodewischs in Sachsen. Georgengrün ist heute mit der Kernstadt zusammengewachsen. Es erinnert die Georgengrüner Straße an die Ortslage.

## Lage
Die Siedlung liegt vom Rodewischer Stadtzentrum in nordöstlicher Richtung auf dem Höhenrücken zwischen Wernesbach und Plohnbach auf der Rodewisch zugewandten Seite. Der Ortsteil ist erreichbar über die Neue Wildenauer Straße bzw. über die Bachstraße oder die Otto-Pfeifer-Straße angebunden. Georgengrün ist heute keine eigene Häusergruppe mehr.

## Geschichte
Georgengrün wurde erstmals 1641 als Jürgengrün im Kirchenbuch von Treuen erwähnt. Die nächsten Eintragungen von 1791, 1877 und 1928 lauten auf Georgengrün. 1875 hatte der Ort 72 Einwohner. 1880 lebten in 11 Häusern 87 Personen.
Der Name rührt vom Vornamen Georg und der regional häufig anzutreffenden Ortsbezeichnung „-grün“ (Wernesgrün, Rebesgrün usw.) her.

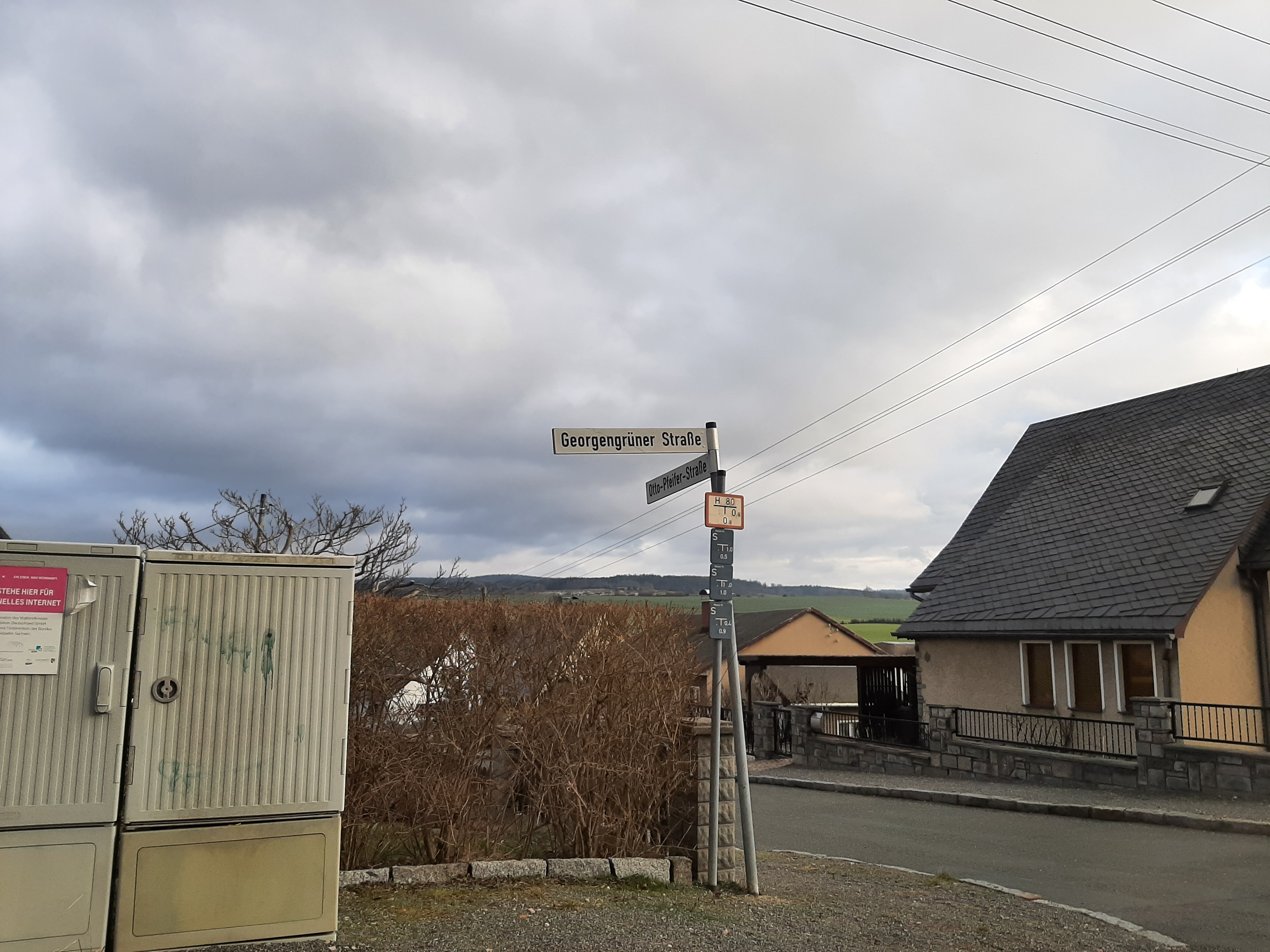
Ecke Georgengrüner Straße/Otto-Pfeifer-Straße heute

Der Georgengrüner Weg vom Tal des Wernesbachs Richtung Sperkenguchhöh (vogtländisch für: Sperlingshöhe; Höhenzug nach Wildenau) wurde zur Straße erhoben. Georgengrün ist bzw. war ein Straßendorf. Georgengrün besteht aus zahlreichen Wohnhäusern und sechs bäuerlichen Anwesen. Die Siedlung war früher durch Armut geprägt und wurde durch andere Ortsteile bespöttelt. Durch umfassende Straßenbaumaßnahmen durch den langjährigen Rodewischer Bürgermeister Otto Pfeifer, unter dem Rodewisch seinen größten Aufschwung erlebte, in den 1920er-Jahren wurde der Ort angebunden.

## Anmerkung
1. ↑  Da in der Umgebung Treuens ein Ort namens Georgengrün zweimal vorkommt (Georgengrün bei Rodewisch und Georgengrün bei Auerbach) ist unter den Veröffentlichungen umstritten welches Georgengrün als Jürgengrün bezeichnet wurde. Im Historischen Ortsverzeichnis von Sachsen  ist das Georgengrün bei Auerbach als Jürgengrün bezeichnet worden, bei Siegfried Walther das Rodewischer.